# 35. vlada Izraela
Trideset peta vlada Izraela (heb: מֶמְשֶׁלֶת יִשְׂרָאֵל הַשְׁלוֹשִׁים וְחָמֵשׁ, Mem'shelet Yisra'el HaShloshim VeHamesh) je vlada Izraela formirana 20. travnja 2020. dogovorom o formiranju vlade jedinstva Netanyahua i Gantza. Raspuštena je 13. lipnja 2021. Očekivalo se da će biti uspostavljena nakon izbora u travnju 2019., ali premijer Benjamin Netanyahu nije bio u stanju formirati vladu i raspisao je izvanredne izbore koji su se održali 17. rujna 2019. Međutim, izbori su se opet održali 2. ožujka 2020. jer nitko nije uspio formirati vladu.

## Pozadina

### Travanj 2019.
Nakon izraelskih zakonodavnih izbora u travnju 2019., vođa frakcije Plavo-bijeli Benny Gantz ustupio je. To je omogućilo aktualnom premijeru Benjaminu Netanyahuu da započne razgovore s drugim strankama kako bi formirao vladajuću koaliciju.

### Novi izbori
Netanyahu nije uspio formirati koaliciju do krajnjeg roka 29. svibnja. Umjesto da pusti Bennyja Gantza da pokuša uspostaviti vlastitu koaliciju, većina Kneseta raspala se i održani su izvanredni izbori 17. rujna 2019.
Drugi su izbori bili neuvjerljivi, potaknuli su špekulacije o trećim izborima.

### Rujan 2019.
Predsjednik Rivlin sastao se s predstavnicima plavo-bijelih, Likuda, zajedničke liste, Shasa i Yisraela Beiteinua 22. rujna kako bi zatražio preporuke oko izbora premijera. Sutradan se susreo s članovima Ujedinjenog torajskog judaizma, Yamine, Labor-Gesher i Demokratskog saveza.
Rivlin je službeno izabrao Netanyahua za sljedeću vladu 25. rujna, iako je uvjetovao da će Netanyahuu vratiti mandat ako ne uspije formirati vladu, kako bi izbjegao još jedno raspuštanje Kneseta.

### Ožujak i Travanj 2020.
Predsjednik Rivlin sastao se sa svim izabranim strankama i primio njihove preporuke za premijera 15. ožujka. Rivlin je Gantzu dao mandat da formira vladu 16. ožujka.
Prije izbora Gantz je obećao da će uspostaviti vladu koja neće uključivati Netanyahua. Međutim, nakon izbora i izbijanjem pandemije koronavirusa 2019.-2020., Gantz je iznio svoje stajalište i najavio da je voljan podržati izvanrednu koaliciju s Netanyahuom. 21. ožujka Netanyahu je objavio da su završeni pregovori za vladu nacionalnog jedinstva s rotirajućim premijerskim premijerom gdje bi Netanyahu prvo služio, da bi ga kasnije zamijenio Gantz, iako je Gantz to negirao i tvrdio da pregovori još traju. 26. ožujka, dan nakon što je predsjednik Kneseta Yuli Edelstein dao ostavku, Gantz je pristao postati predsjednik Kneseta. Činjenica da su desničari u koaliciji likudskog premijera Benjamina Netanyahua pristali podržati Gantzov nastojanje da postane govornik dovela je u opasnost budućnost plavo-bijelih saveza. Istog dana, MK su izabrali Gantza za novog predsjednika Kneseta s razlikom od 74-18.

### Vladajuća koalicija
20. travnja 2020. Gantz i Netanyahu objavili su da je postignut dogovor o vladi jedinstva. Dogovor bi uključivao da obje strane podijele vlast, a Gantz i Netanyahu mijenjaju se kao premijeri. Prema uvjetima sporazuma, Netanyahu će biti premijer do listopada 2021., a Gantz će obavljati funkciju potpredsjednika vlade. Nakon tog vremena, doći će do zamjene, s tim da će Gantz postati premijer. Međutim, ako Netanyahu prerano napusti poziciju premijera, Gantz će preuzeti ulogu. Nekoliko skupina stražara u Izraelu, uključujući Pokret za kvalitetnu vladu u Izraelu i druge skupine, reagirali su na vijest podnošenjem zahtjeva Vrhovnom sudu da blokira formiranje vlade zbog optužnice Netanyahu.